# Quince de Mayo
Quince de Mayo är en ort i Mexiko.   Den ligger i kommunen El Porvenir och delstaten Chiapas, i den sydöstra delen av landet, 900 km sydost om huvudstaden Mexico City. Quince de Mayo ligger 2 853 meter över havet och antalet invånare är 319.
Terrängen runt Quince de Mayo är bergig åt sydväst, men åt nordost är den kuperad. Quince de Mayo ligger uppe på en höjd. Runt Quince de Mayo är det ganska tätbefolkat, med 83 invånare per kvadratkilometer. Närmaste större samhälle är El Porvenir de Velasco Suárez, 3,0 km väster om Quince de Mayo. I omgivningarna runt Quince de Mayo växer i huvudsak blandskog.